# 1770年議会選挙法
1770年議会選挙法（1770ねんぎかいせんきょほう、英語: Parliamentary Elections Act 1770）、またはグレンヴィル法（グレンヴィルほう、英: Grenville Act）は、グレートブリテン王国の法律。選挙申し立ての審理権を庶民院からくじ引きで選出される議員委員会に移した。「グレンヴィル法」という名前は法案を提出した元首相ジョージ・グレンヴィルに由来する。
総選挙における選挙申し立ては庶民院の臨時委員会が裁定を下していたが、委員会での審議は公平ではなく、与党が庶民院における多数を拡大する目的をもって悪用した。例えば、ジョン・ウィルクスをめぐる選挙申し立てでは庶民院による投票が有権者による投票を直接上書きする結果となった。ウィルクスの一件が招いた不満を和らぎ、より公平な審議を目指すべく、ジョージ・グレンヴィルは1770年3月に選挙申し立ての審議をくじ引きにより選出される委員会で行うよう法案を提出した。リチャード・リグビーなど与党は反対したが、2か月間実施を延期する改正案が賛成133、反対185で否決されたように、法案への反対は少なかった。最終的に可決された法では7年間の限時法とされた。
1774年に議会選挙法を恒久法とする法律（法律番号14 Geo. III. c. 15）が制定された。このとき、グレンヴィル自身が議会選挙法を限時法か恒久法にしたかったかについて議論があったが、結論は出なかった（グレンヴィルは1770年11月に死去していた）。
1828年選挙論議法（Controverted Elections Act 1828、法律番号9 Geo. IV. c. 22）により廃止された。